# Drino nigricauda
Drino nigricauda là một loài ruồi trong họ Tachinidae.